# Alkonost

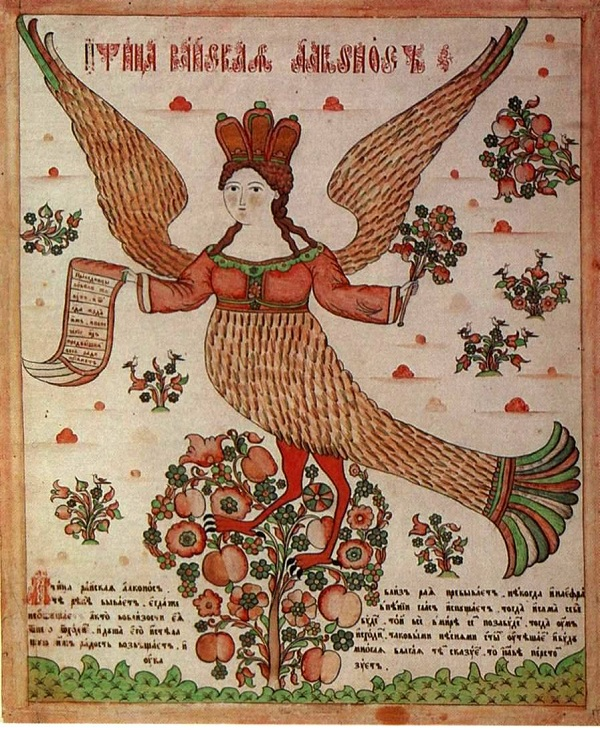
Alkonо́st. Lubok, fine XVIII — inizio XIX secolo

Alkonóst (in russo алконо́ст?, anche alkonst, alkonos; deformazione dello slavo antico alkion, che è un uccello il cui nome deriva del greco ἀλκυών, “martin pescatore”) è uno degli uccelli del paradiso delle leggende e dell'arte russa, con testa e mani di ragazza. Spesso viene menzionato e raffigurato con un altro uccello del paradiso, Sírin.

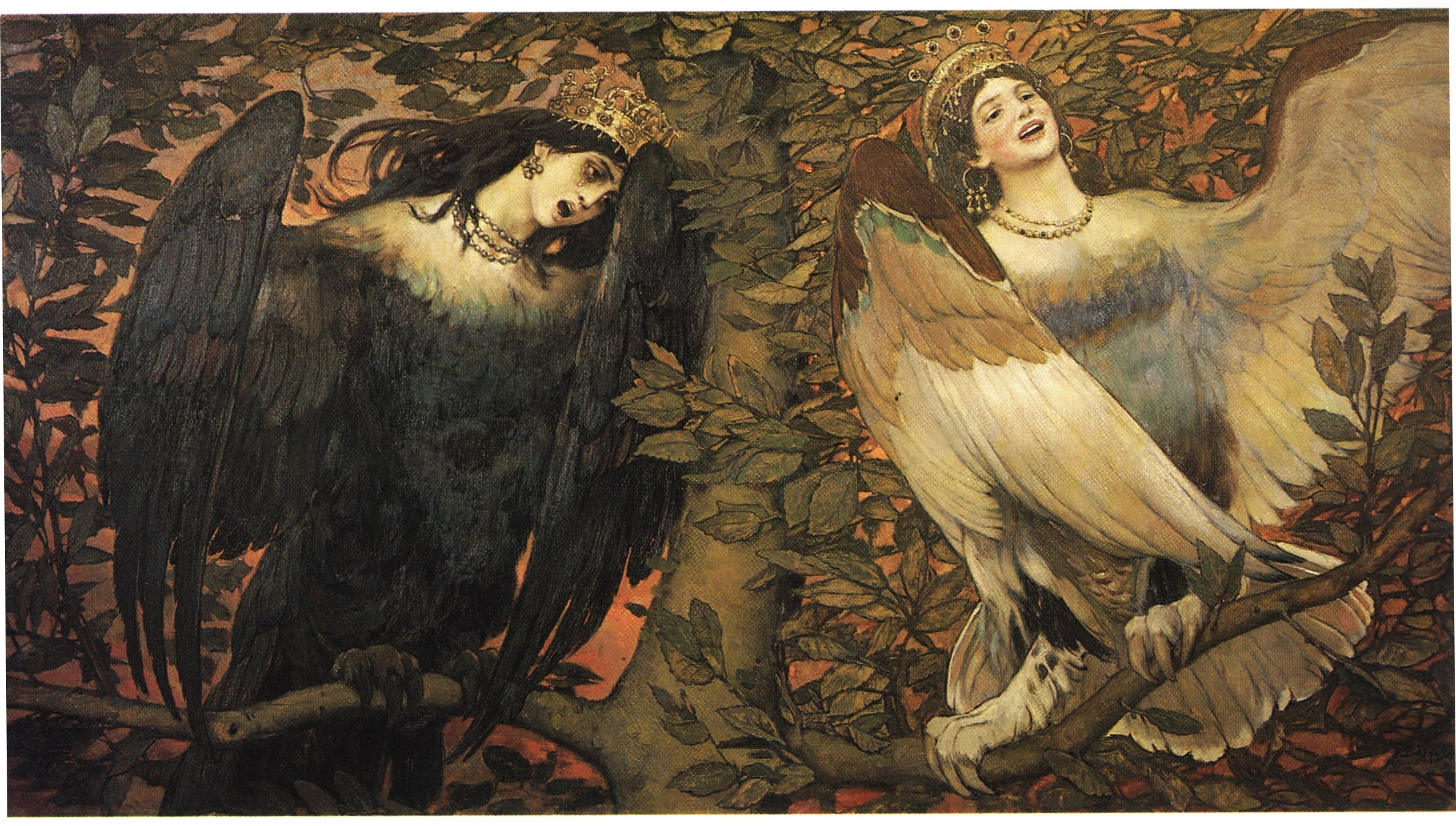
Viktor Michajlovič Vasnecov. «Sírin e Alkonо́st. Gli uccelli della gioia e dell'estasi»

## Origine della figura
La figura di Alkonо́st nasce dal mito greco di Alcione, ragazza trasformata in martin pescatore dagli dei. Il suo nome e la sua immagine apparvero per la prima volta in documenti tradotti in seguito a un errore di trascrizione: probabilmente durante la ricopiatura dello “Šcestodnev” di Ioann Bolgarskij dove si parla del martin pescatore, l'alcione (in greco: ἀλκυών), le parole del testo slavo “Алкионъ есть [l'Alkion è] un uccello di mare” sono state trasformate in “alkonо́st'”. La più antica rappresentazione di Alkonо́st si trova in una miniatura del XII secolo. Questo straordinario uccello del paradiso è diventato famoso grazie a dei manoscritti della letteratura slava antica (Kliment Smoliatich, Paleia, XIV secolo e i glossari del XVI-XVII secolo) e ai lubki.

## Descrizione
Secondo la leggenda Alkonо́st deporrebbe le uova negli abissi del mare a metà inverno (o durante il solstizio d'inverno). Così le uova rimangono sette giorni sul fondale e poi salgono in superficie. In questo periodo il mare è in bonaccia. Successivamente Alkonо́st prende le uova e le cova sulla riva. A volte le persone cercano di rubare un uovo di Alkonо́st e di metterlo sotto il soffitto della chiesa. Il canto di Alkonо́st è talmente meraviglioso che chi lo sente si dimentica di tutto. La leggenda dell'uccello Alkonо́st riecheggia quella dell'uccello Sírin. Di solito, sulla testa dell'Alkonо́st viene raffigurata una corona. Secondo le rappresentazioni dei lubki russi, i tratti caratteristici di Alkonо́st sono il seno e le mani, in una delle quali sorregge o il fiore del paradiso o una pergamena srotolata con una massima riguardo alla ricompensa in paradiso per aver condotto una vita retta. Secondo l'interpretazione di Viktor Vasnecov l'Alkonо́st si ricopre di un piumaggio bianco e diventa messaggero di gioia e di estasi. Secondo una leggenda popolare la mattina della festa del Salvatore delle mele arriva nel meleto l'uccello Sírin, il quale si rattrista e piange. Ma dopo mezzogiorno arriva l'uccello Alkonо́st, che gioisce e ride. L'uccello fa cadere dalle sue ali della rugiada viva e i frutti si trasformano, nasce in loro una forza straordinaria: da questo momento tutti i frutti sui meli diventano curativi. Nel neopaganesimo Alkonо́st viene presentato come l'incarnazione di Khors, il dio che governa il tempo atmosferico.

## Habitat
Per quanto riguarda il luogo in cui vive Alkonо́st, a volte viene citato l'Eufrate (fiume del paradiso secondo la Genesi 2:14), altre l'isola Bujan, altre ancora semplicemente il paradiso slavo Irij. Esiste una didascalia sotto uno dei lubki con la sua raffigurazione: "Alkonо́st vive vicino al paradiso, e a volte lungo l'Eufrate. Quando canta, non si rende conto nemmeno di se stesso. E chi si trova lì vicino si dimentica di tutto: la mente si allontana e l'anima esce dal corpo".